# Andriej Iwanajew
Andriej Siergiejewicz Iwanajew (ros. Андрей Сергеевич Иванаев, ur. 19 stycznia 1972 w Uralsku) – rosyjski wojskowy, generał pułkownik gwardii.

## Życiorys
Ukończył Czelabińską Wyższą Szkołę Dowódczą Wojsk Pancernych, Ogólnowojskową Akademię Sił Zbrojnych Federacji Rosyjskiej, Wojskową Akademię Sztabu Generalnego Sił Zbrojnych Federacji Rosyjskiej.
Pełnił służbę na stanowiskach od dowódcy plutonu czołgów w Zakaukaskim Okręgu Wojskowym do dowódcy brygady zmechanizowanej w Zachodnim Okręgu Wojskowym.
Od 2013 na stanowisku szefa okręgowego ośrodka szkoleniowego Wschodniego Okręgu Wojskowego, od 2017 szef sztabu – zastępca dowódcy Aarmii ogólnowojskowej Wschodniego Okręgu Wojskowego, następnie dowódca 20 Gwardyjskiej Armii Ogólnowojskowej Zachodniego Okręgu Wojskowego.
Od listopada 2024 dowodzi zgrupowaniem wojsk „Wschód” – kierunek Donieck Południowy, osiąga rejon Rabotino – Wierbowoje – Nowofiodorówka podczas wojny rosyjsko-ukraińskiej.
W związku z naruszeniem integralności terytorialnej i niepodległości Ukrainy podczas wojny rosyjsko-ukraińskiej znajduje się pod osobistymi sankcjami międzynarodowymi różnych krajów.
Odznaczony Orderami: „Za zasługi dla Ojczyzny” III i IV stopnia z mieczami, Aleksandra Newskiego oraz „Za Zasługi Wojskowe”.
Mieszka w Moskwie, żonaty, dwoje dzieci – syn i córka.